# Triumfetta flavescens
Triumfetta flavescens är en malvaväxtart som beskrevs av Ferdinand von Hochstetter och Achille Richard. Triumfetta flavescens ingår i släktet triumfettor, och familjen malvaväxter. Utöver nominatformen finns också underarten T. f. benadiriana.